# امیر کاریچ
امیر کاریچ (انگلیسی: Amir Karić؛ زادهٔ ۳۱ دسامبر ۱۹۷۳) یک بازیکن فوتبال اهل اسلوونی است.
وی همچنین در تیم ملی فوتبال اسلوونی بازی کرده‌است.